# Colorblind casting
 (mai 2021).
Si vous disposez d'ouvrages ou d'articles de référence ou si vous connaissez des sites web de qualité traitant du thème abordé ici, merci de compléter l'article en donnant les références utiles à sa vérifiabilité et en les liant à la section « Notes et références ».
 (avril 2021).
- Si vous ne connaissez pas le sujet, laissez ce bandeau (vous pouvez alors contacter les auteurs).
- Si vous supprimez le contenu mis en cause (vous pouvez préalablement contacter les auteurs),

argumentez précisément cette suppression dans la page de discussion
(un manque de référence n'est pas un argument ; une recherche réelle de référence doit avoir été effectuée, être formellement documentée).
Le terme colorblind casting (« casting daltonien ») est utilisé aux États-Unis pour désigner, dans le cas d'un film ou d'une pièce de théâtre, une distribution des rôles où les acteurs sont choisis sans considération de leurs origines ethniques et qui peut ne pas correspondre à ce qui est attendu ou aux habitudes concernant un rôle, notamment si l'on s'attendait à ce que tel personnage soit « blanc ».
Le fait d'utiliser un acteur « blanc de peau » comme Peter Sellers pour incarner un indien dans The Party ne relève pas du colorblind casting, car l'origine ethnique de l'acteur est dissimulée par un maquillage.
Ce choix est souvent neutre, mais il peut ne pas l'être : un cow-boy noir par exemple, a un rôle bien différent selon que son histoire est écrite sans tenir compte du statut des noirs à l'époque du Far West ou si au contraire le contexte historique est pris en compte. De la même manière, certains contextes (université, armée, etc.) deviennent « mixtes » dans des films récents portant sur des époques nettement ségrégationnistes.
Parfois, le colorblind casting est justifié par un scénario plus ou moins alambiqué qui prend des libertés avec la réalité historique ou géographique et peut, par exemple, mélanger l'Afrique subsaharienne et l'Afrique du Nord. C'est ainsi que Morgan Freeman interprète le maure Azeem dans Robin des Bois, prince des voleurs.
Ce principe est controversé : pour certains il est le moyen de permettre à un film de mieux représenter une partie de son public. Pour d'autres, c'est une idée finalement raciste et condescendante.

## Quelques exemples
- Dans Les 4 Fantastiques, le rôle d'Alicia Masters, la fiancée aveugle de « La chose » est incarné par Kerry Washington, une actrice noire, tandis que dans le comic-book d'origine, elle était blanche.
- Dans Daredevil, le rôle du « kingpin » (caïd), blanc à l'origine, est tenu par Michael Clarke Duncan, qui est noir.
- Dans Wild Wild West, adapté des Mystères de l'Ouest, le rôle de James West est tenu par Will Smith
- Dans Charlie's Angels 2 : Les anges se déchaînent !, adapté par McG de la série Drôles de dames, l'acteur Bernie Mac joue le rôle du frère de John Bosley (joué par Bill Murray dans le film précédent) et le père de Lucy Liu est interprété par l'acteur John Cleese.
- Dans la comédie musicale à succès Hamilton de Lin-Manuel Miranda, les personnages, et notamment les Pères Fondateurs sont joués majoritairement par des acteurs noirs et issus de la diversité.
- Dans la série The Great, la cour de l'empereur de Russie est représentée indifféremment par des acteurs noirs ou blancs, Par ailleurs l'aristocrate Grigori Orlov est joué par Sacha Dhawan, un britannique d'origine indienne.
- Dans La Chronique des Bridgerton, le même procédé est utilisé pour dépeindre la haute société londonienne lors de la Régence anglaise du XIXe siècle.